# Ley de Memoria Democrática
La Ley 20/2022, de 19 de octubre, de Memoria Democrática, es una ley española que sustituye a la Ley de Memoria Histórica de 2007. Fue propuesta por el gobierno de coalición PSOE-Unidas Podemos presidido por Pedro Sánchez y aprobaba por el Congreso de los Diputados el 14 de julio de 2022 y definitivamente por el Senado el 5 de octubre de ese mismo año con el voto en contra del Partido Popular, Vox y Ciudadanos, y también de Junts y la CUP, aunque por razones contrarias, y la abstención de ERC y el BNG. Junto con el PSOE y Unidas Podemos, también votaron a favor el PNV, EH Bildu, Más País, Més Compromís y el PDeCAT. Entró en vigor el 21 de octubre de 2022, al día siguiente de su publicación en el Boletín Oficial del Estado.
El ministro de la Presidencia, Relaciones con las Cortes y Memoria Democrática, Félix Bolaños, declaró tras la aprobación definitiva de la ley por el Senado: «Hoy es un día inolvidable para la democracia española porque la hacemos mejor, pasamos definitivamente página de la etapa más negra de nuestra historia y abrazamos lo mejor». Por su parte Alberto Núñez Feijóo, líder de la oposición, anunció que en cuanto llegara al gobierno derogaría la ley «mal llamada» de Memoria Democrática y aseguró que trabajaría «no solo por conseguir los votos del PP y de otros grupos parlamentarios, sino también los votos del próximo PSOE para que juntos restablezcamos la memoria y la justicia».

## Finalidad
Según el artículo 1, la ley tiene «por objeto la recuperación, salvaguarda y difusión de la memoria democrática, entendida ésta como conocimiento de la reivindicación y defensa de los valores democráticos y los derechos y libertades fundamentales a lo largo de la historia contemporánea de España, con el fin de fomentar la cohesión y solidaridad entre las diversas generaciones en torno a los principios, valores y libertades constitucionales». «Asimismo, es objeto de la ley el reconocimiento de quienes padecieron persecución o violencia, por razones políticas, ideológicas, de pensamiento u opinión, de conciencia o creencia religiosa, de orientación e identidad sexual, durante el período comprendido entre el de 18 de julio de 1936, la Guerra de España y la Dictadura franquista hasta la entrada en vigor de la Constitución Española de 1978, así como promover su reparación moral y la recuperación de su memoria personal, familiar y colectiva, adoptar medidas complementarias destinadas a suprimir elementos de división entre la ciudadanía y promover lazos de unión en torno a los valores, principios y derechos constitucionales». En el artículo 1.3. expresamente «se repudia y condena el golpe de Estado del 18 de julio de 1936 y la posterior dictadura franquista» que «se declara ilegal».
No deroga la Ley de Amnistía en España de 1977, pero en el artículo 2.3. se establece que se interpretará y aplicará, como el resto de las leyes del Estado español, «de conformidad con el Derecho internacional convencional y consuetudinario y, en particular, con el Derecho Internacional Humanitario, según el cual los crímenes de guerra, de lesa humanidad, genocidio y tortura tienen la consideración de imprescriptibles y no amnistiables».
Asimismo se «declara el carácter ilegal y radicalmente nulo de todas las condenas y sanciones producidas por razones políticas, ideológicas, de conciencia o creencia religiosa durante la Guerra, así como las sufridas por las mismas causas durante la Dictadura, independientemente de la calificación jurídica utilizada para establecer dichas condenas y sanciones» (artículo 4.1.). Entre los sujetos a dichas condenas también se incluye a los «grupos de resistencia guerrillera» (artículo 4.2.).
En artículo 5.1. «se declara la ilegalidad e ilegitimidad de los tribunales, jurados y cualesquiera otros órganos penales o administrativos que, a partir del Golpe de Estado de 1936, se hubieran constituido para imponer, por motivos políticos, ideológicos, de conciencia o creencia religiosa, condenas o sanciones de carácter personal, así como la ilegitimidad y nulidad de sus resoluciones». En el artículo 5.2. se declara expresamente «la nulidad de las condenas y sanciones y la ilegalidad e ilegitimidad del Tribunal Especial para la Represión de la Masonería y el Comunismo, el Tribunal de Orden Público, así como los Tribunales de Responsabilidades Políticas y Consejos de Guerra constituidos por motivos políticos, ideológicos, de conciencia o creencia religiosa». En el artículo 5.4. se establece que la declaración de nulidad «dará lugar al derecho a obtener una declaración de reconocimiento y reparación personal… sin que pueda producir efectos para el reconocimiento de responsabilidad patrimonial del Estado, de cualquier administración pública o de particulares, ni dar lugar a efecto, reparación o indemnización de índole económica o profesional. Dicha declaración de nulidad deberá hacerse constar en el expediente judicial de la causa anulada».
La disposición adicional decimosexta abre la posibilidad de ampliar el periodo al que se refiere la ley hasta el 31 de diciembre de 1983, mediante la constitución en el plazo de un año de una comisión técnica «que elabore un estudio sobre los supuestos de vulneración de derechos humanos a personas por su lucha por la consolidación de la democracia, los derechos fundamentales y los valores democráticos, entre la entrada en vigor de la Constitución de 1978 y el 31 de diciembre de 1983, que señale posibles vías de reconocimiento y reparación a las mismas».

## Contenido

### Víctimas
La ley «considera víctima a toda persona, con independencia de su nacionalidad, que haya sufrido, individual o colectivamente, daño físico, moral o psicológico, daños patrimoniales, o menoscabo sustancial de sus derechos fundamentales, como consecuencia de acciones u omisiones que constituyan violaciones de las normas internacionales de derechos humanos y del derecho internacional humanitario durante el periodo que abarca el golpe de Estado de 18 de julio de 1936, la posterior Guerra y la Dictadura, incluyendo el transcurrido hasta la entrada en vigor de la Constitución española de 1978…» (artículo 3.1.). También se consideran víctimas a sus familiares (artículo 3.2.). En el artículo 3.6. se hace una mención especial como víctimas a «las comunidades, las lenguas y las culturas vasca, catalana y gallega en sus ámbitos territoriales lingüísticos, cuyos hablantes fueron perseguidos por hacer uso de estas».
A las víctimas se les reconoce su derecho «a la reparación moral y a la recuperación de su memoria personal, familiar y colectiva» (artículo 4.1.). Para ello se declara «el día 31 de octubre de cada año como día de recuerdo y homenaje a todas las víctimas del golpe militar, la Guerra y la Dictadura» (artículo 7) y el 8 de mayo «como día de recuerdo y homenaje a los hombres y mujeres que sufrieron el exilio como consecuencia de la Guerra y la Dictadura» (artículo 8). 
«El departamento que asuma las competencias en materia de memoria democrática» (que no se especifica) queda encargado de establecer un «censo público de víctimas», «con el fin de garantizar la efectividad de los principios de verdad, justicia, reparación y no repetición», y que incluirá a «quienes murieron en combate durante la Guerra, con independencia de su nacionalidad» (artículo 9). Asimismo, «el departamento competente en materia de memoria democrática contará con una oficina de víctimas para el apoyo técnico de las mismas y recogida de los testimonios de las personas que padecieron persecución y de sus familiares, así como para realizar labores de divulgación y sensibilización sobre los padecimientos y luchas que protagonizaron las víctimas de la Guerra y de la Dictadura» (artículo 10). En el artículo 11 se menciona expresamente a las mujeres, no sólo a las que sufrieron «represión o violencia de cualquier tipo… como consecuencia de su actividad pública, política, sindical o intelectual, durante la Guerra y la Dictadura, o como madres, compañeras o hijas de represaliados o asesinados», sino también las que «sufrieron privación de libertad u otras penas como consecuencia de los delitos de adulterio e interrupción voluntaria del embarazo» (artículo 11).
En el artículo 31 «se reconoce el derecho al resarcimiento de los bienes incautados y las sanciones económicas producidas por razones políticas, ideológicas, de conciencia o creencia religiosa durante la Guerra y la Dictadura». Para ello «la Administración General del Estado promoverá las iniciativas necesarias para la investigación de las incautaciones producidas por razones políticas, ideológicas, de conciencia o creencia religiosa durante la Guerra y la Dictadura y, en particular, realizará una auditoría de los bienes expoliados en dicho periodo, incluyendo las obras de arte, el papel moneda u otros signos fiduciarios depositados por las autoridades franquistas, así como la imposición de sanciones económicas en aplicación de la normativa de responsabilidades políticas».
En el artículo 32 se habla expresamente del «reconocimiento y reparación a las víctimas que realizaron trabajos forzados», que incluye la confección de «un inventario de edificaciones y obras realizadas por miembros de los Batallones Disciplinarios de Soldados Trabajadores, así como por prisioneros en campos de concentración, Batallones de Trabajadores y prisioneros en Colonias Penitenciarias Militarizadas».
En la disposición adicional duodécima se establece que en un plazo de seis meses se constituirá «una comisión de trabajo sobre la Memoria y la Reconciliación con el Pueblo Gitano en España, que deberá elaborar un informe sobre las medidas para aplicar los principios de verdad, justicia, reparación y no repetición en lo relacionado con la situación histórica del pueblo gitano en España».

### Desaparecidos
La ley establece que la «búsqueda de personas desaparecidas durante la Guerra y la Dictadura» corresponde a las administraciones públicas que además colaborarán con las propias víctimas y con las entidades que realicen tal actividad «a través de los mecanismos de financiación y ayuda que se establezcan» (artículo 16). Asimismo «la Administración General del Estado confeccionará un mapa integrado de localización de personas desaparecidas que comprenda todo el territorio español» (artículo 17). Para facilitar la búsqueda de las personas desaparecidas, «las administraciones públicas podrán autorizar la ocupación temporal» de «terrenos de titularidad privada» cuyo propietarios no dieran el consentimiento,  «siempre tras audiencia de los titulares de derechos afectados, con consideración de sus alegaciones, y fijando la correspondiente indemnización a cargo de los ocupantes» (artículo 20).
«Los hallazgos de restos se pondrán inmediatamente en conocimiento del Ministerio Fiscal y las autoridades administrativas y judiciales competentes» y «la Administración General del Estado o, en su caso, las administraciones competentes, realizarán los estudios antropológicos forenses y las pruebas genéticas que permitan la identificación de los restos óseos exhumados» (artículo 22). Además se creará un «Banco Estatal de ADN de Víctimas de la Guerra y la Dictadura» y de sus familiares, que también incluirá a «las personas afectadas por la sustracción de recién nacidos» (artículo 23).

### Plan de Memoria Democrática
El gobierno aprobará un «Plan de Memoria Democrática», de duración cuatrienal, para articular «las actuaciones de la Administración General del Estado» en esta materia (artículo 12). Y como «órgano de cooperación» se crea el «Consejo Territorial de Memoria Democrática» que estará formado por «los Consejeros competentes en materia de memoria democrática de cada una de las comunidades autónomas y las Ciudades de Ceuta y Melilla» (artículo 13).
Además, la ley establece que «la Administración General del Estado impulsará la investigación de todos los aspectos relativos a la Guerra y la Dictadura», teniendo en cuenta «el papel esencial que desempeña el debate histórico para la formación de una conciencia histórica adecuada a la dignidad de los ciudadanos de una sociedad libre y democrática y la contribución al mismo de las conclusiones que sean resultado de la aplicación en la verificación e interpretación de los hechos de los usos y métodos característicos de la ciencia historiográfica» (artículo 15). Como apoyo se crea el «Centro Documental de la Memoria Histórica», con sede en la ciudad de Salamanca, (artículo 25) y «un programa de convenios y otros instrumentos jurídicos para la adquisición de documentos referidos al golpe de Estado, la Guerra o a la represión política subsiguiente que obren en archivos públicos o privados, nacionales o extranjeros» que se incorporarán al Archivo General de la Guerra Civil Española del Centro Documental de la Memoria Histórica (artículo 26). En este sentido el artículo 26.6. establece que «los archivos y documentación del gobierno de la Dictadura, en particular del Jefe del Estado, que se encuentren en poder de entidades privadas o personas físicas, se incorporarán, una vez superados los trámites legales, al Centro Documental de la Memoria Histórica o al archivo del organismo público que se determine de manera motivada». Según lo establecido en el artículo 27, «cualquier persona tendrá derecho a consultar íntegramente la información existente en los documentos que acrediten o puedan acreditar su condición de víctimas» y también «tendrán derecho a obtener copia, exenta de tasas, de todos los documentos en que sean mencionadas».
En el artículo 46, se hace especial mención al impulso por parte de la Administración del Estado de «las actividades de investigación y difusión sobre el exilio, la resistencia fuera de España y la deportación española a los campos de concentración nazis, con el fin de dar a conocer las trayectorias individuales y colectivas de quienes lo padecieron y sus lugares de memoria, así como su aportación a la restauración de la democracia española y al desarrollo de los países en los que residieron, especialmente de los artistas y trabajadores de la cultura». Y también de «las investigaciones relativas a la contribución de las mujeres en el ámbito de la memoria democrática, tanto en su condición de víctimas de una represión específica, como en lo relativo a su participación en la vida política, económica, social y cultural».
En el artículo 44 se establece que «el sistema educativo español incluirá entre sus fines el conocimiento de la historia y de la memoria democrática española y la lucha por los valores y libertades democráticas, desarrollando en los libros de texto y materiales curriculares la represión que se produjo durante la Guerra y la Dictadura».
El artículo 57 crea el «Consejo de la Memoria Democrática», «como órgano colegiado consultivo y de participación de las entidades memorialistas españolas». En su seno «se constituirá una Comisión de ámbito estatal, de carácter académico, temporal y no judicial, independiente, con la finalidad de contribuir al esclarecimiento de las violaciones de los derechos humanos durante la Guerra y la Dictadura, como forma de favorecer la convivencia democrática, mediante la recepción de testimonios, información y recopilación de documentos y de otros antecedentes que le permitan, con objetividad e imparcialidad, la elaboración de conclusiones y recomendaciones para la reparación de las víctimas y evitar a que tales hechos vuelvan a repetirse en el futuro. La Comisión elaborará un informe para sistematizar la información existente sobre las violaciones de derechos humanos durante la Guerra y la Dictadura».

### Elementos y actos públicos contrarios a la memoria democrática
Para la investigación de las violaciones de «Derecho Internacional de Derechos Humanos y del Derecho Internacional Humanitario, incluyendo los que tuvieron lugar con ocasión del golpe de Estado, la Guerra y la Dictadura» se crea un Fiscal de Sala de Derechos Humanos y Memoria Democrática (artículo 28).
La ley define como «elementos contrarios a la memoria democrática las edificaciones, construcciones, escudos, insignias, placas y cualesquiera otros elementos u objetos adosados a edificios públicos o situados en la vía pública en los que se realicen menciones conmemorativas en exaltación, personal o colectiva, de la sublevación militar y de la Dictadura, de sus dirigentes, participantes en el sistema represivo o de las organizaciones que sustentaron la dictadura, y las unidades civiles o militares de colaboración entre el régimen franquista y las potencias del eje durante la Segunda Guerra Mundial». También se incluyen «las referencias realizadas en topónimos, en el callejero o en las denominaciones de centros públicos» (artículo 35).
De la retirada o eliminación de los ubicados o colocados en edificios de carácter público serán responsables las instituciones o personas jurídicas titulares de los mismos, con especial atención a la «visibilidad de los retratos u otras manifestaciones artísticas de militares y ministros asociados a la sublevación militar o al sistema represivo de la Dictadura». De los situados en edificios de carácter privado o religioso, «pero con proyección a un espacio o uso público, las personas o instituciones titulares o propietarias de los mismos deberán retirarlos o eliminarlos» (artículo 35) «La Administración General del Estado confeccionará en colaboración con el resto de las administraciones públicas un catálogo de símbolos y elementos contrarios a la memoria democrática… que deban ser retirados o eliminados» (artículo 36).
En cuanto a los actos públicos «se considerarán actos contrarios a la memoria democrática» los que «entrañen descrédito, menosprecio o humillación de las víctimas o de sus familiares, y supongan exaltación personal o colectiva, de la sublevación militar, de la Guerra o de la Dictadura, de sus dirigentes, participantes en el sistema represivo o de las organizaciones que sustentaron al régimen dictatorial», poniéndose en conocimiento del Ministerio Fiscal (artículo 38).
En relación con los actos públicos contrarios a la memoria democrática, el artículo 38.3. establece que «los restos mortales de dirigentes del golpe militar de 1936 no podrán ser ni permanecer inhumados en un lugar preeminente de acceso público, distinto a un cementerio, que pueda favorecer la realización de actos públicos de exaltación, enaltecimiento o conmemoración de las violaciones de derechos humanos cometidas durante la Guerra o la Dictadura». Además, en el artículo 39 se establece que «las administraciones públicas no subvencionarán a aquellas personas físicas o jurídicas, públicas o privadas, sancionadas por resolución administrativa firme por atentar, alentar o tolerar prácticas en contra de la memoria democrática».

### Revisión, supresión o revocación de reconocimientos, honores, distinciones, títulos nobiliarios, condecoraciones y recompensas
En el artículo 40 se establece que las administraciones públicas «adoptarán las medidas oportunas para revisar de oficio o retirar la concesión de reconocimientos, honores y distinciones anteriores a la entrada en vigor de esta ley que resulten manifiestamente incompatibles con los valores democráticos y los derechos y libertades fundamentales, que comporten exaltación o enaltecimiento de la sublevación militar, la Guerra o la Dictadura o que hubieran sido concedidas con motivo de haber formado parte del aparato de represión de la dictadura franquista».
En el artículo 41 se suprimen treinta y dos títulos nobiliarios concedidos entre 1948 y 1978, entre los que se encuentran el de Duque de Primo de Rivera, Duque de Calvo Sotelo, Duque de Mola, Conde del Alcázar de Toledo, Marqués de Queipo de Llano, Duque de Carrero Blanco, Señorío de Meirás, Duque de Franco, Marqués de Arias Navarro o el Conde de Rodríguez de Valcárcel. Asimismo, se suprime definitivamente la Orden Imperial del Yugo y las Flechas, inactiva desde la transición. 
En el artículo 42 se establece que «las condecoraciones y recompensas concedidas con anterioridad a la entrada en vigor de esta ley, podrán revisarse cuando quede acreditado que el beneficiario, antes o después de la concesión, con motivo de haber formado parte del aparato de represión de la dictadura franquista, hubiera realizado actos u observado conductas manifiestamente incompatibles con los valores democráticos y los principios rectores de protección de los derechos humanos, así como con los requisitos para su concesión». «La revisión y revocación también podrá llevarse a cabo a título póstumo cuando la persona condecorada ya hubiera fallecido».

### Reparación simbólica de las víctimas y lugares de memoria democrática
En el artículo 48 se establece que «la Administración General del Estado promoverá el conocimiento de la memoria democrática española mediante programas específicos de divulgación que incluirán el relato de las víctimas y específicamente la memoria de las mujeres» y «realizará acciones tendentes a restablecer la dignidad de las víctimas y a difundir lo sucedido mediante: a) Reconocimiento público del carácter de víctima, de su dignidad, nombre y honor. b) Actos conmemorativos y homenajes públicos. c) Reconocimientos públicos y solicitudes de perdón. d) Diseño e instalación de lugares de memoria públicos, con perspectiva de reparación a las víctimas y profundización y consolidación de la memoria democrática».
La ley define como «Lugar de Memoria Democrática» «aquel espacio, inmueble, paraje o patrimonio cultural inmaterial o intangible en el que se han desarrollado hechos de singular relevancia por su significación histórica, simbólica o por su repercusión en la memoria colectiva, vinculados a la memoria democrática, la lucha de la ciudadanía española por sus derechos y libertades, la memoria de las mujeres, así como con la represión y violencia sobre la población como consecuencia de la resistencia al golpe de Estado de julio de 1936, la Guerra, la Dictadura, el exilio y la lucha por la recuperación y profundización de los valores democráticos» (artículo 49). Para ello se creará «el Inventario Estatal de Lugares de Memoria Democrática» (artículo 51) y «para cada uno de ellos, el departamento competente en esta materia establecerá medios de difusión e interpretación de lo acaecido en el mismo» (Artículo 53).
El artículo 54 está dedicado específicamente al Valle de los Caídos, que pasa a ser denominado Valle de Cuelgamuros, «un lugar de memoria democrática cuya resignificación irá destinada a dar a conocer, a través de planes y mecanismos de investigación y difusión, las circunstancias de su construcción, el periodo histórico en el que se inserta y su significado, con el fin de fortalecer los valores constitucionales y democráticos». En los siguientes apartados del artículo se prohíbe que se puedan realizar en él «actos de naturaleza política ni de exaltación de la Guerra, de sus protagonistas o de la Dictadura» y se establece que tendrá carácter de «cementerio civil» que sólo podrá albergar «los restos mortales de personas fallecidas a consecuencia de la Guerra» y que «se procederá a la reubicación de cualquier resto mortal que ocupe un lugar preeminente en el recinto». Además «se declara extinguida la Fundación de la Santa Cruz del Valle de los Caídos» y que «se atenderán las reclamaciones y peticiones de los familiares que tengan por objeto instar la exhumación y entrega de los restos de las víctimas inhumadas en el Valle de Cuelgamuros. Para el caso de imposibilidad técnica de exhumación, se acordarán medidas de reparación de carácter simbólico y moral». Todo ello será regulado mediante un real decreto que determine «el nuevo marco jurídico aplicable al Valle de Cuelgamuros».
Otro lugar de memoria democrática es el Panteón de España, nueva denominación del Panteón de Hombres Ilustres. «Tendrá por finalidad mantener el recuerdo y proyección de los representantes de la historia de la democracia española, así como de aquellas personas que hayan destacado por sus excepcionales servicios a España en la garantía de la convivencia democrática, la defensa de la paz y los derechos humanos, así como el progreso de la ciencia o la cultura en todas sus manifestaciones» (artículo 55).
En la disposición adicional decimoséptima se declara el Fuerte de San Cristóbal como Lugar de Memoria, «mediante convenio de colaboración con el Gobierno de Navarra y, en su caso, las entidades locales concernidas». Y en la disposición adicional decimoctava se cede el Palacio de la Cumbre al Ayuntamiento de San Sebastián «para actividades acordes con la finalidad propia de esta ley de recuperación, salvaguarda y difusión de la memoria democrática».
El artículo 58 crea el «Centro de la Memoria Democrática», «cuya finalidad será la salvaguarda de la dignidad de las víctimas de graves violaciones de derechos humanos sucedidas en el pasado en España y la promoción de la memoria democrática de los derechos humanos y los valores democráticos en el marco de un impulso universal a los principios de verdad, justicia, reparación y garantías de no repetición».
El artículo 33 concede la nacionalidad española por carta de naturaleza a los voluntarios integrantes de las Brigadas Internacionales sin necesidad de que renuncien a su anterior nacionalidad. También a sus descendientes «que acrediten una labor continuada de difusión de la memoria de sus ascendientes y la defensa de la democracia en España».

### Sanciones
En el artículo 63 se establecen las sanciones por las infracciones tipificadas en la ley. «Consistirán en multas de cuantías comprendidas entre los siguientes importes en función de la gravedad de la infracción, y respeto al principio de proporcionalidad: a) Para infracciones muy graves: Multa entre 10.001 a 150.000 euros. b) Para infracciones graves: Multa entre 2.001 a 10.000 euros. c) Para infracciones leves: Multa entre 200 y 2.000 euros».
En la disposición adicional quinta, se determina la extinción de la fundación que haga «apología del franquismo que ensalce el golpe de Estado y la dictadura o enaltezca a sus dirigentes, con menosprecio y humillación de la dignidad de las víctimas del golpe de Estado, de la guerra o del franquismo, o incitación directa o indirecta al odio o violencia contra las mismas por su condición de tales».
En la disposición adicional séptima se propone la modificación de la ley de asociaciones para incluir como causa de disolución «la realización pública de apología del franquismo que ensalce el golpe de Estado y la dictadura o enaltezcan a sus dirigentes, con menosprecio y humillación de la dignidad de las víctimas del golpe de Estado, de la guerra o del franquismo, o incitación directa o indirecta al odio o violencia contra las mismas por su condición de tales».

## Críticas

### Desde la derecha y el centro
El líder del PP Alberto Núñez Feijóo calificó la ley de «desmemoria» que persigue «el enfrentamiento y se basa en el rencor». Argumentó también que en su elaboración y aprobación ha intervenido EH Bildu, «los herederos de la banda terrorista ETA». «No debe extrañar que quienes ahora comparten la ideología de los asesinos pugnen por escribir la historia para hacer ver que en el fondo tenían razones para asesinar», pero «asombra y escandaliza que un gobierno democrático lo admita, lo promueva y lo pacte». Provoca «una profunda repugnancia que sean ellos quienes dicten al gobierno democrático los términos de la memoria democrática», reiteró. «En estas condiciones, ni es memoria ni es democrática. Se trata de un episodio indigno de nuestra democracia», subrayó. Tras la aprobación por el Senado Feijóo declaró: «Nos comprometemos a derogar la llamada Ley de memoria democrática, que atenta contra el espíritu de la Transición. Bildu no puede ser el notario que reescriba la Historia de España». Por su parte el expresidente del PP José María Aznar insistió en el mismo argumento: «ni una sola coma que hubieran puesto en una ley que habla de memoria sería aceptable [para el PP] y no lo será». Durante el debate en el Senado la senadora del PP Amelia Salanueva afirmó que la ley es «un arma arrojadiza» y una «traición a los españoles» que «pretende convertirnos en una democracia militante de izquierdas». Su compañera Salomé Pradas acusó al Gobierno de «reescribir la historia» y de «reabrir heridas del pasado».
Guillermo Díaz, ponente de Ciudadanos en la Comisión Constitucional del Congreso que dictaminó el proyecto de ley, declaró al diario ABC el mismo día en que lo aprobó el Congreso de los Diputados: «Es un uso torticero de la historia de España, del dolor ajeno, de víctimas que nada tienen que ver con los políticos que hoy intentan utilizarlas. Es todo un tanto deshonesto». «Nosotros creemos que la Ley de Memoria Histórica [la del 2007] estaba bien… Pero es cierto que era mejorable el trabajo en la recuperación de restos humanos de las cunetas. Esas cuestiones, evidentemente, son importantes y se deben apoyar. La cuestión es cuando realmente lo que hay detrás de esto no es eso». «Digo memoria selectiva porque se escoge la víctima a proteger. Se protege la memoria de un niño que muere en el bombardeo de Guernica y se prohíbe el homenaje a sus asesinos, a los nazis que bombardearon Guernica, pero no se prohíbe el homenaje al asesino del niño volado en pedazos en Erandio [por ETA en 1991]. Son ellos quienes tienen la carga de la prueba de explicar por qué unos niños sí y otros no. Y si no, están seleccionando. Y si seleccionan, no es memoria democrática, sino memoria selectiva. Y seleccionan en función de la utilidad para ellos. Por eso hay un uso pernicioso del dolor ajeno». «Hay un ataque directo a ese periodo [la Transición]». En cuanto a la posible extensión del ámbito de la ley hasta el 31 de diciembre de 1983, declara: «Esto es una puñalada del sanchismo a Felipe González. La portavoz de Bildu dijo en la comisión que era franquismo en su concepción más extensa e incluía hasta el año 83. Es decir, considera el primer año de gobierno de Felipe González, del PSOE, como un franquismo extendido».
El diputado de Vox Francisco José Contreras en su intervención en el Congreso para oponerse al proyecto de ley dijo entre otras cosas lo siguiente: «Fijar por decreto una interpretación de la Historia e imponerla a la sociedad sirviéndose de los instrumentos coercitivos del Estado es propio de déspotas. […] [El proyecto de ley] establece los mecanismos para un constante adoctrinamiento de la ciudadanía en la visión sectaria de la Historia sustentada por el Gobierno. […] De eso se trata precisamente: de cimentar en una versión falsificada de la Historia la eterna superioridad moral de la izquierda. El Gobierno quiere ganar votos en el presente y el futuro mediante la tergiversación maniquea del pasado. El objetivo de las Leyes de Memoria es grabar a fuego en las mentes de los españoles la ecuación según la cual izquierda es sinónimo de democracia y libertad, y derecha, de fascismo y represión. La esencia de la izquierda es el antagonismo social… Esta ley se basa en la misma perversión: reabrir la división entre rojos y azules que los españoles ya habían superado en las calles y familias unos 20 años después de la Guerra Civil, y que fue superada a nivel institucional en nuestra Transición, en la que ambos bandos realizaron concesiones. […] En 2002, con mayoría absoluta de Aznar, el Congreso aprobó una condena del “golpe de Estado del 18 de julio”, pero no del golpe fracasado de la izquierda en octubre de 1934, que condujo indefectiblemente al de 1936. Y en la etapa Rajoy, con mayoría absoluta, el PP no quiso derogar la Ley de Memoria Histórica. […] Antes de que Vds. prohíban cualquier visión de la Historia distinta de la suya, vamos a darles aquí la nuestra… La radicalización del PSOE fue la causa principal del despeñamiento de España hacia la guerra civil. […] Todo culminó en el asesinato por fuerzas de orden público del líder de oposición Calvo Sotelo. […] Lo peor es la jerarquización de las víctimas que se desprende tanto de la acotación temporal -la ley sólo abarca el periodo 1936 a 1978, dejándose fuera los años 1931 a 1936- como de la división de buenos y malos perpetrada por la Exposición de Motivos. Lo cual implica que se podrá honrar a García Lorca, pero no a José Antonio Primo de Rivera... Tampoco podremos recordar ya a todas las víctimas de las luchas internas de la izquierda… Ni los cientos de asesinados por el maquis en los años 40, ni los muertos por la ETA entre 1960 y 1978». El diputado de Vox terminó diciendo: «Respeten la paz de los muertos, respeten la verdad, respeten la reconciliación nacional que conseguimos hace más de 40 años y ahora Vds. están destruyendo. No dividan tramposamente a los españoles en buenos y malos para arrancar un mezquino dividendo electoral. Retiren este proyecto de ley».

### Desde la izquierda
Una parte de la izquierda ha asumido las críticas de varias asociaciones memorialistas que consideran que la ley es «insuficiente» y que «no revertirá» la impunidad de España con los «crímenes del franquismo», ya que se deja en vigor la Ley de Amnistía de 1977. «La ley habla de verdad, pero no va a contar quiénes eran los verdugos; habla de justicia, pero no va a juzgar a nadie y habla de reparación, pero no va a indemnizar a las familias de los asesinados y desaparecidos», aseguró un portavoz de la Asociación para la Recuperación de la Memoria Histórica. Para los partidos de izquierda que votaron en contra de la ley o se abstuvieron, como Esquerra Republicana de Cataluña, Bloque Nacionalista Galego o la CUP, y también para las asociaciones de víctimas o para Amnistía Internacional, en la ley falta un elemento clave: «la supresión de los obstáculos que impiden actualmente que se juzguen los crímenes franquistas y hacen que la única causa en el mundo que los investiga esté abierta en Argentina». Estos partidos han abogado por la derogación de la Ley de Amnistía y han valorado como insuficiente la enmienda introducida por el PSOE y Unidas Podemos que considera los crímenes de guerra y de lesa humanidad como no amnistiables según el derecho internacional.
Carolina Telechea, diputada de Esquerra Republicana de Cataluña —formación política que se abstuvo en la votación final—, calificó la ley como «una ley de impunidad para los verdugos» y que «continúa quedándose muy lejos de lo que debería ser una reparación justa a las víctimas». Aunque reconoció que es «mucho mejor» que la que salió del Consejo de Ministros, manifestó que «con lo que hoy se aprueba sigue sangrando la herida» y «seguirá mientras no se haga justicia y las heridas sean reparadas».

## Aplicación
El 27 de octubre de 2022, solo una semana después de la entrada en vigor de la ley, la vicepresidenta segunda del Gobierno y ministra de Trabajo Yolanda Díaz anunciaba, en aplicación del artículo 40, la retirada de la Medalla al Mérito en el Trabajo al dictador Francisco Franco y a otros nueve miembros del régimen franquista: los exministros José Luis Arrese y Magra, José Antonio Girón de Velasco, Juan Yagüe Blanco, José Solís Ruiz, José María Fernández-Ladreda y Jesús Romero Gorría; al empresario Félix Huarte Goñi; al cardenal Enrique Pla y Deniel y al militar José León de Carranza. Díaz reivindicó que era necesario acabar con la «anomalía incomprensible» de que nombres relacionados con la represión figuren en el Libro de Oro del Trabajo, donde se recogen todas las personas que han recibido esta distinción.
El 31 de octubre de 2022 se celebró en el Auditorio Nacional de Madrid el día de homenaje a las víctimas del golpe de Estado, de la guerra y de la dictadura franquista, previsto en el artículo 7. El acto celebrado bajo el lema Memoria es democracia estuvo encabezado por el presidente del Gobierno Pedro Sánchez quien entregó una veintena de diplomas a familiares de las víctimas, entre ellas Las Trece Rosas o Las Sinsombrero, y al propio Alejandro Ruiz-Huerta Carbonell, el último superviviente de la matanza de Atocha de 1977. Intervino el ministro de la Presidencia Félix Bolaños para señalar que la elección de la fecha del 31 de octubre para homenajear a las víctimas no era casual pues coincide con el aniversario de la aprobación de la Constitución por las Cortes, cuando «se abrió una nueva etapa de convivencia pacífica y de libertades». El último en tomar la palabra fue el presidente Sánchez para honrar a todas las vidas perdidas en «una guerra cruel, una dura posguerra y el rencor de una dictadura». «Por eso es tan importante construir un relato compartido a partir de todo lo que nos une», añadió. «Vamos tarde, demasiado tarde, pero aún nos queda el poder de la memoria y desafiamos la injusticia del olvido», subrayó.
En cumplimiento del artículo 38.3., durante la madrugada del 3 de noviembre de 2022 fueron exhumados los restos mortales del general Gonzalo Queipo de Llano de la Basílica de La Macarena de Sevilla, así como los de su esposa, Genoveva Martí, y los del auditor militar Francisco Bohórquez. Fue un acto íntimo en el que solo estuvieron presentes los familiares y miembros de la directiva de la Hermandad de La Macarena.
A finales de noviembre de 2022, el Gobierno de Pedro Sánchez estudió abrir un expediente sancionador al Movimiento Católico Español, entidad convocante de una concentración de homenaje a la figura de Franco y de su régimen en la Plaza de Oriente de Madrid con motivo del 20-N a la que asistió un centenar de personas. José Luis Corral, presidente del Movimiento Católico Español, declaró que «la ambigüedad de la actual ley no deja claro lo que se puede o no hacer» y rechazó haber incumplido la autorización del acto que había dado la Delegación del Gobierno ya que, según él, «no hubo exaltación del franquismo ni humillación a las “supuestas” víctimas del franquismo».
El 30 de diciembre de 2022 se conoció la decisión del ministro del Interior Fernando Grande Marlaska de retirar la medalla al fallecido expolicía franquista conocido como Billy el Niño y de ordenar la revisión de todas las condecoraciones concedidas a policías, guardias civiles y funcionarios de prisiones que hubieran participado en la represión franquista, aunque ya hubieran fallecido.
El 24 de abril de 2023 fueron exhumados los restos de José Antonio Primo de Rivera del Valle de los Caídos y trasladados al cementerio de San Isidro de Madrid, donde se produjeron incidentes protagonizados por falangistas.
El 8 de junio de 2023 fue designada Dolores Delgado como fiscal de Sala de Derechos Humanos y Memoria Democrática.